# Joanna Coles
Joanna Louise Coles, OBE (20 de abril de 1962) é a primeira pessoa a ocupar o cargo de diretora de conteúdo da Hearst Magazines. Anteriormente, ocupou o cargo de editora-chefe da Cosmopolitan, a maior marca de mídia feminina do mundo, de 2012 a setembro de 2016, e foi nomeada diretora editorial da Hearst em 2014. A mesma é produtora executiva da So Cosmo, uma série de documentários produzidos pela Bunim/Murray Productions, que atualmente são exibidos na E!.
Coles também atua como produtora executiva da The Bold Type, uma série produzida pela Freeform (anteriormente conhecida como ABC Family), que se baseia em sua vida como editora. A personagem inspirada nela está sendo interpretada por Melora Hardin. A mesma se juntou a Hearst em 2006, como editora-chefe de Marie Claire, onde ela co-criou a série de televisão Running in Heels e apareceu como mentora em Project Runway: All Stars, depois de orquestrar a parceria da marca com o Project Runway, vencedor do Emmy.
A editora nascida na Reino Unido formou-se pela Universidade de East Anglia com bacharelado em literatura inglesa e americana antes de iniciar sua carreira no The Spectator. Ela se mudou para os Estados Unidos em 1997 como chefe do escritório da The Guardian e depois se juntou ao The Times. A mesma recebeu prêmios por seu jornalismo. Desde janeiro de 2016, Coles está no conselho de diretores do Snapchat.
Ela também faz parte do conselho do Women Entrepreneurs New York City, uma iniciativa para expandir o empreendedorismo feminino com foco em mulheres e comunidades carentes. Coles recebeu a Ordem do Império Britânico na lista de honras de aniversário de 2018 por serviços prestados ao jornalismo e à indústria da mídia.